# Kultura olduwajska

Wąwóz Olduvai 2011

Kultura olduwajska (oldowajska) albo preaszelska, także: kultura Olduvai (Kompleks Oldowajski – kultury o tradycji otoczakowej) – najstarsza kultura paleolitu, datowana na 2,6–1,7 mln lat temu, jej nazwa pochodzi od wąwozu Olduvai w północno-zachodniej Tanzanii, przy granicy Parku Narodowego Serengeti, w prowincji Arusza.

## Kryteria wydzielenia
Pierwszym etapem rozwoju kultury ludzkiej było wytwarzanie narzędzi rdzeniowych z otoczaków. Rodzaj surowca, z jakiego wykonywano pierwsze narzędzia, stanowi kryterium wydzielenia kultur, a stopień zaawansowania technologicznego obróbki wyznacza trzy stadia rozwojowe kultur na terenie Afryki.

## Chronologia, geneza, zanik
- W Afryce:

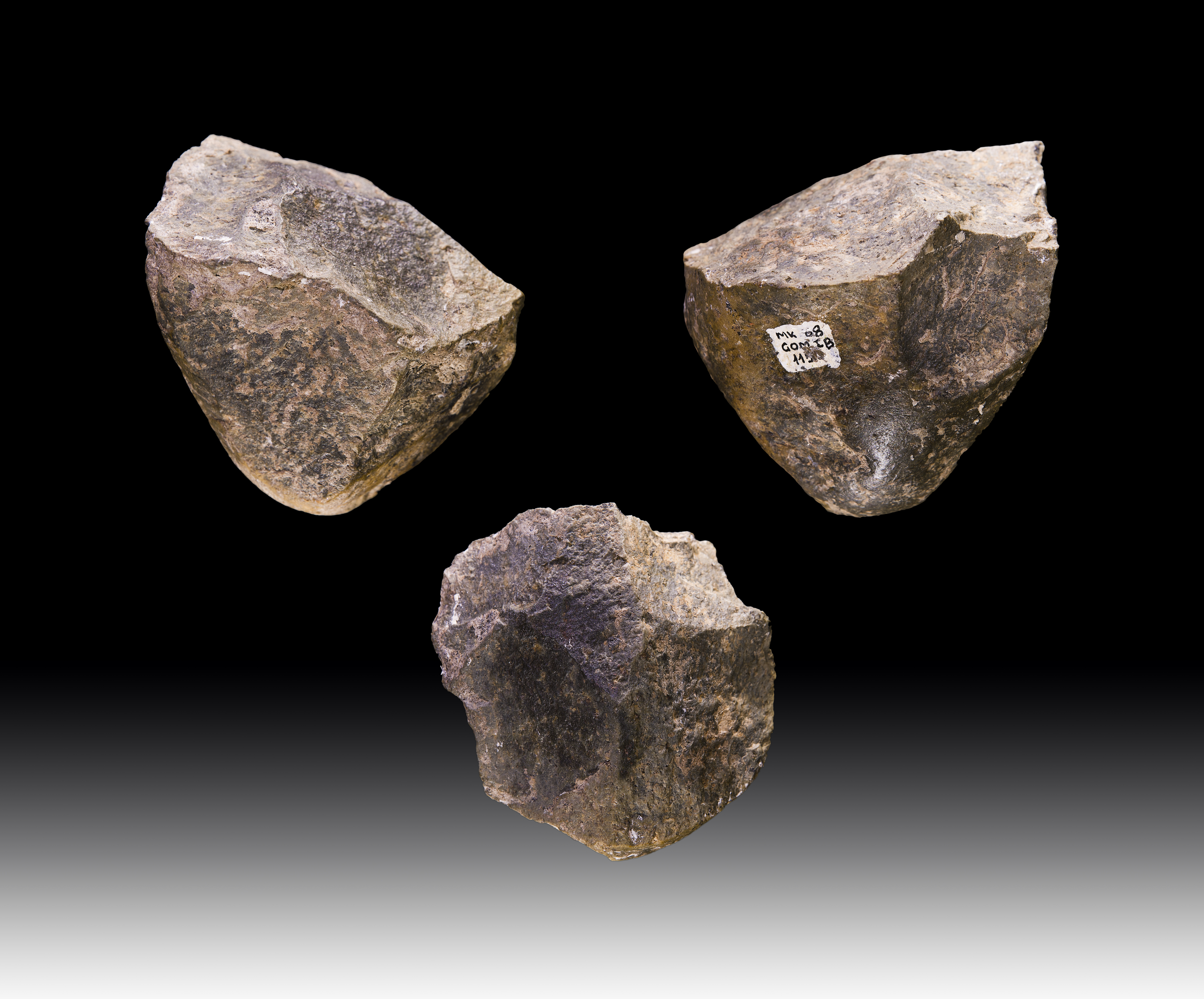

Pierwsze stadium rozwojowe kultur otoczakowych na terenie Afryki przypada na okres 2,61/2,4 – 2/1,9 mln lat temu. Najstarsze narzędzia kamienne pochodzą z terenu Etiopii oraz Kenii – dorzecze Auaszu, dolny bieg rzeki Omo i basen Jeziora Turkana.
Najstarsze, jak dotąd, artefakty – rdzenie otoczaków z odłupanymi fragmentami o wieku 2,61 mln lat znaleziono na stanowisku Bokol Dora 1 w Etiopii.
Drugie stadium rozwojowe określane jest mianem oldowajenu. Nazwa pochodzi od stanowiska Olduvai, które w składa się z kompleksów stanowisk oznaczanych jako I, II. Wyniki badań z kompleksu I wyznaczają okres trwania tego stadium w przedziale 2,0–1,7 mln lat temu.
Stanowiska kompleksu I, II oraz wytwory narzędzi kamiennych w nich odnajdywane należą do tej samej tradycji technologicznej – oldowajenu. Mary D. Leakey, określa tę fazę jako „rozwinięty oldowajen”, którego początki wyznacza data ok. 1,7 mln temu, zaś jego zanik związany jest z rozpowszechnianiem się technologii aszelskiej, choć na wielu stanowiskach (m.in Olduvai) mamy do czynienia z równoczesnym występowaniem wytworów obu tradycji technologicznych.
- W Europie:

Pierwsze ślady działalności praczłowieka na terenie Europy związane są z pierwsza migracją form praludzkich, które drogą przez Cieśninę Gibraltarską docierały na wybrzeża dzisiejszej Hiszpanii. W związku z tym na terenie Hiszpanii odkryto dwa stanowiska Fuente Nueva-3 w Andaluzji oraz Atapuerca-Gran Dolina. Ślady działalności praczłowieka na tych stanowiskach mieszczą się w przedziale 1 mln – 800 tys. lat temu.

## Obszar występowania
- W Afryce:

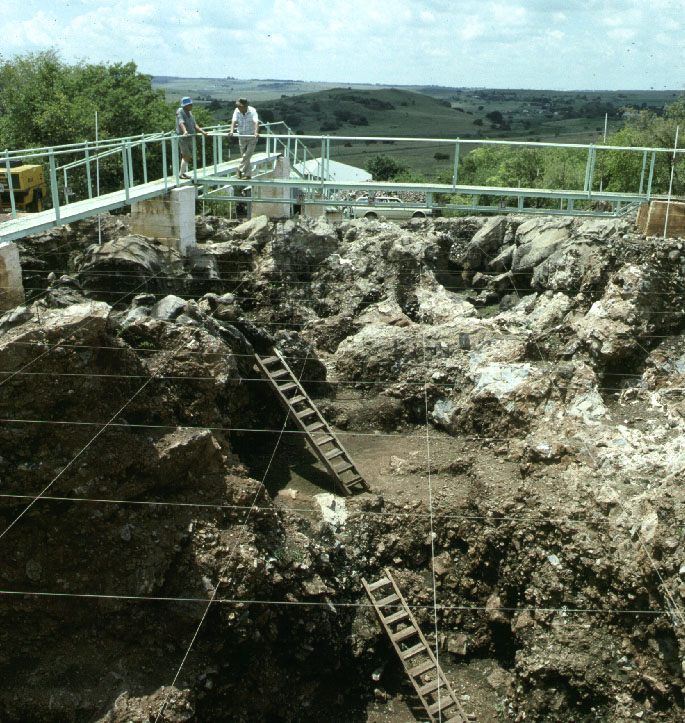
Stanowisko Sterkfontein

Zespoły oldowajskie znane są głównie z obszarów środkowo-wschodniej Afryki. Większość stanowisk znajduje się w granicach Wielkich Rowów Afrykańskich m.in. basen jeziora Baringo (dzisiejsze terytorium Kenii). Nieliczne znaleziska zaliczane do zespołów oldowajskich wykraczające poza granice Wielkich Rowów Afrykańskich sięgają z jednej strony wschodnich krańców Afryki – stanowisko Sterkfontein, z drugiej zaś do Maghrebu (głównie tereny dzisiejszej wschodniej Algierii – Ain Hanech koło Satif oraz atlantyckiego wybrzeża Maroka – Suk al-Arba al-Gharb).
- W Europie:

Na terenie Półwyspu Iberyjskiego oprócz dwóch wyżej wymienionych stanowisk zaliczanych do przemysłów otoczakowych należy wspomnieć także o stanowiskach znajdujących się na terytorium dzisiejszej Portugalii – Magolito, Acofora. Na stanowiska zaliczane do tradycji otoczakowej natrafiono w południowej Francji np. jaskinia Vallonet koło Nicei. Nie mniej stanowisk, które można przypisać do tradycji otoczakowej, dostarczają tereny Półwyspu Apenińskiego – stanowiska Monte Poggiolo, Castelbolognese znajdujące się koło Bolonii oraz stanowiska Fontana Liri i Arce leżące na południe od Rzymu. W okresie 800–600 tys. lat temu pojawiły się inwentarze charakterystyczne dla tradycji otoczakowej na innych terenach europejskich, głównie środkowej i północnej części Francji – stanowisko Soleihac, Nadrenii – stanowisko Karlich, Czechach – stanowisko Prezletice koło Pragi, Ukrainie Zakarpackiej – stanowisko Korolewo I (położone w górnym biegu Cisy) i Morawach – stanowisko Černovice. Stanowiska z okresu 800–600 tys. lat temu nawiązują technologią produkcji narzędzi otoczakowych do tradycji oldowajskiej.

## Charakterystyczne wytwory kulturowe
- W Afryce:

Cechą charakterystyczną dla I fazy rozwojowej jest występowanie narzędzi otoczakowych z obróbką jednokierunkową, ewentualnie z jednym odbiciem – tzw. choppery. Krawędzie najprymitywniejszych narzędzi otoczakowych były proste lub lekko wypukłe, zaś podstawowym surowcem do ich produkcji był kwarc, kwarcyt lub bazalt. Przy produkcji narzędzi otoczakowych powstawało wiele ostrych odłupków, dlatego należy przyjąć, że nie wszystkie były traktowane jako odpadki – niektóre z nich zapewne również służyły jako narzędzia.
W kompleksie I w Olduvai poświadczone jest występowanie narzędzi otoczakowych jednostronnych tzw. chopperów oraz bloków kamiennych niebędących otoczakami obrabianych dwustronnie z krawędzią zygzakowatą, a więc obrabianych naprzemiennie. Występują także dość płaskie narzędzia z obróbką wielokierunkową.
Cechą charakterystyczną inwentarzy rozwiniętego oldowajenu jest zwiększenie ilości narzędzi sferoidalnych i pojawienie się nowych typów narzędzi odłupkowych, tzw. przekłuwaczy. W kompleksie II pojawiają się formy określane przez Mary D. Leakey jako protopięściaki, jednak ich obecność w tym kompleksie podlega licznym dyskusjom w środowisku badaczy paleolitu. Na innych stanowiskach zaliczanych do rozwiniętego oldowajenu, np. Koobi Fora, poświadczone jest obok chopperów i narzędzi typu chopping-tool występowanie skrobaczy i zgrzebła.
- W Europie:

Cechą charakterystyczną europejskich przemysłów otoczakowych, podobnie afrykańskich, jest występowanie dużej ilości narzędzi otoczakowych dwukierunkowych obok narzędzi jednostronnych i odłupków wytwarzanych przy obróbce narzędzi otoczakowych. Obserwowany jest jednak stopniowy zanik narzędzi sferoidalnych.

## Prymitywne techniki produkcji narzędzi
Prymitywne narzędzia produkowane z otoczaków wykonywane były na jeden z trzech sposobów:
1. odbicie odłupków tylko z jednej strony, w wyniku czego krawędź tnąca powstawała na przecięciu pierwotnej, naturalnej powierzchni kamienia.
2. naprzemianległe odbijanie odłupków, przez co tworzyły się dwie powierzchnie odbić, a na ich zrębie bardzo ostra krawędź tnąca.
3. łuszczenie otoczaka opartego na twardej podkładce przez obijanie drugim kamieniem. W wyniku takiego obijania powstawał nacinak o dwóch przeciwległych krawędziach tnących. Ten typ narzędzi nazwano łuszczniami.

## Formy osadnicze
Pierwsze hominidy zamieszkiwały tereny położone w pobliżu cieków wodnych i nad jeziorami, co zapewniało im lepszą ochronę przed zwierzętami oraz dostęp do wody pitnej. Wówczas łatwiej mogli natrafić na padłe okazy zwierząt, np. słoni, które najczęściej padały w pobliżu wody. W dalszym rozwoju kompleksu oldowajskiego coraz wyraźniej zarysowuje się specjalizacja obozowisk.
Na stanowisku Omo 71 znajdującym się w delcie rzeki Omo poświadczone jest występowanie kości m.in. słonia i hipopotama, wokół których znajdują się narzędzia otoczakowe. W związku z tym stanowisko Omo 71 interpretowane jest jako krótkotrwałe obozowisko na brzegu jeziora, gdzie dokonywano wstępnej obróbki znalezionych w sąsiedztwie szczątków zwierząt, upolowanych przez drapieżniki bądź padłych. Podobnie funkcje spełniało stanowisko DK3, które znajduje się obrębie kompleksu I w Olduvai. Na stanowisku DK3 odkryto kamienny krąg o średnicy 5 m, w który mogły być wetknięte gałęzie. Owa konstrukcja mogła stanowić ochronę przed wiatrem i zabezpieczenie przed zwierzętami. Podobne konstrukcje chroniące przed wiatrem odnaleźć można także na terenie Europy, np. stanowisko Soleihac (Francja).
Specjalizacja obozowisk praludzi najpełniej widoczna jest w kompleksie II w Olduvai, gdzie odkryto ok. 15 stanowisk, na których poświadczona jest działalność praludzi. Pod względem funkcjonalności można je podzielić na 5 kategorii:
1. Stanowiska podstawowe.
2. Miejsca ćwiartowania zwierząt.
3. Stanowiska, na których dokonywano obróbki surowców kamiennych.
4. Stanowiska, na których znajdowały się luźne okazy przedmiotów kamiennych.
5. Miejsca, na których poświadczone są szczątki kostne australopiteków.

## Gospodarka
Obecnie większość badaczy, m.in. Lewis Binford, skłania się ku hipotezie, że pierwsze hominidy były padlinożercami. Badania eksperymentalne prowadzone przez Roberta Blumenschina pozwalają wywnioskować, że praczłowiek miał preferencyjny dostęp do padłych zwierząt. Niewykluczone jest także polowanie praczłowieka na mniejsze zwierzęta, np. antylopy.
Na stanowisku FxJj 20E (znajdującym się w rejonie Koobi Fora) odkryto sięgające ponad 1,4 mln lat temu najstarsze ślady ognia. Niemniej oswojenie ognia, które nastąpiło ok. 1 mln lat temu przypisuje się gatunkowi Homo ergaster.